# Wieselburg
Wieselburg ist eine Stadtgemeinde mit 4850 Einwohnern (Stand 1. Jänner 2025) im Bezirk Scheibbs in Niederösterreich.

## Geografie
Wieselburg liegt im Mostviertel in Niederösterreich. Die Fläche der Stadtgemeinde Wieselburg umfasst 5,43 Quadratkilometer. 7,25 % der Fläche sind bewaldet. Die Stadt liegt am Zusammenfluss der Kleinen und der Großen Erlauf. Die Stadtgemeinde Wieselburg umfasst nur die gleichnamige Katastralgemeinde. Zur Stadt zählen auch die Stadtteile Rottenhaus und Schacha im Süden.
Neben der Stadtgemeinde gibt es noch die Dorfgemeinde Wieselburg-Land.

### Nachbargemeinden
| Bergland ∗ (Bez. Melk) |                                             | Petzenkirchen ∗ (Bez. Melk) |
|                        | Kompassrose, die auf Nachbargemeinden zeigt | Bergland ∗ (Bez. Melk)      |
| Wieselburg-Land        |                                             |                             |

∗ Wieselburg und Petzenkirchen sind zwischen Wieselburg-Land und Bergland eingebettet, sodass letztere beiderseits angrenzt

## Geschichte
Im Altertum war das Gebiet Wieselburg ein Teil der Provinz Noricum.
Der Name Wieselburg stammt von der Lage, denn „zwisila“ im Althochdeutschen und „zwisel“ im Mittelhochdeutschen, bedeuten „Zusammenfluss“. Am „Zwisel“ der beiden Flüsse, der großen und der kleinen Erlauf, wurde 976 eine Burg errichtet, in der sich auch eine Wehrkirche (Wieselburger Oktogon) befand.
1848 entstand die politische Gemeinde. 1913 kam es zur Vereinigung des Marktes Wieselburg mit Teilen der Ortsgemeinde Mitterwasser (mit Berg und Schacha) und der Ortsgemeinde Rottenhaus.
Mit Errichtung der Erlauftalbahn und der Querung mit der Schmalspurbahnlinie Ober-Grafendorf-Gresten ins Kleine Erlauftal wurde Wieselburg, ähnlich wie Amstetten, zum Knotenpunkt und damit zum Eisenbahnerort, wodurch die Einwohnerzahl stieg.
In Wieselburg lag eines der größten Kriegsgefangenenlager der Monarchie. Zwischen 1915 und 1918 waren bis zu 60.000 Gefangene stationiert. Zusammen mit dem Offizierslager in Mühling und dem Lager in Purgstall waren über 80.000 Gefangene interniert, was die höchste Konzentration in der gesamten Habsburgermonarchie bedeutete.
Während des Zweiten Weltkrieges sind 187 Männer aus Wieselburg im Krieg gefallen.
Im Mai 1976 wurde die Marktgemeinde Wieselburg zur Stadt erhoben.

### Bevölkerungsentwicklung
| Wieselburg: Einwohnerzahlen von 1869 bis 2024       | Wieselburg: Einwohnerzahlen von 1869 bis 2024 | Wieselburg: Einwohnerzahlen von 1869 bis 2024 | Wieselburg: Einwohnerzahlen von 1869 bis 2024 | Wieselburg: Einwohnerzahlen von 1869 bis 2024 |
| --------------------------------------------------- | --------------------------------------------- | --------------------------------------------- | --------------------------------------------- | --------------------------------------------- |
| Jahr                                                |                                               |                                               |                                               | Einwohner                                     |
| 1869                                                | 1869                                          |                                               | 951                                           | 951                                           |
| 1880                                                | 1880                                          |                                               | 1.011                                         | 1.011                                         |
| 1890                                                | 1890                                          |                                               | 1.152                                         | 1.152                                         |
| 1900                                                | 1900                                          |                                               | 1.613                                         | 1.613                                         |
| 1910                                                | 1910                                          |                                               | 1.874                                         | 1.874                                         |
| 1923                                                | 1923                                          |                                               | 2.094                                         | 2.094                                         |
| 1934                                                | 1934                                          |                                               | 2.128                                         | 2.128                                         |
| 1939                                                | 1939                                          |                                               | 2.076                                         | 2.076                                         |
| 1951                                                | 1951                                          |                                               | 2.292                                         | 2.292                                         |
| 1961                                                | 1961                                          |                                               | 2.555                                         | 2.555                                         |
| 1971                                                | 1971                                          |                                               | 2.853                                         | 2.853                                         |
| 1981                                                | 1981                                          |                                               | 3.042                                         | 3.042                                         |
| 1991                                                | 1991                                          |                                               | 3.095                                         | 3.095                                         |
| 2001                                                | 2001                                          |                                               | 3.489                                         | 3.489                                         |
| 2011                                                | 2011                                          |                                               | 3.702                                         | 3.702                                         |
| 2021                                                | 2021                                          |                                               | 4.448                                         | 4.448                                         |
| 2024                                                | 2024                                          |                                               | 4.785                                         | 4.785                                         |
| Quelle(n): Statistik Austria, Gebietsstand 1.1.2021 |                                               |                                               |                                               |                                               |

## Kultur und Sehenswürdigkeiten

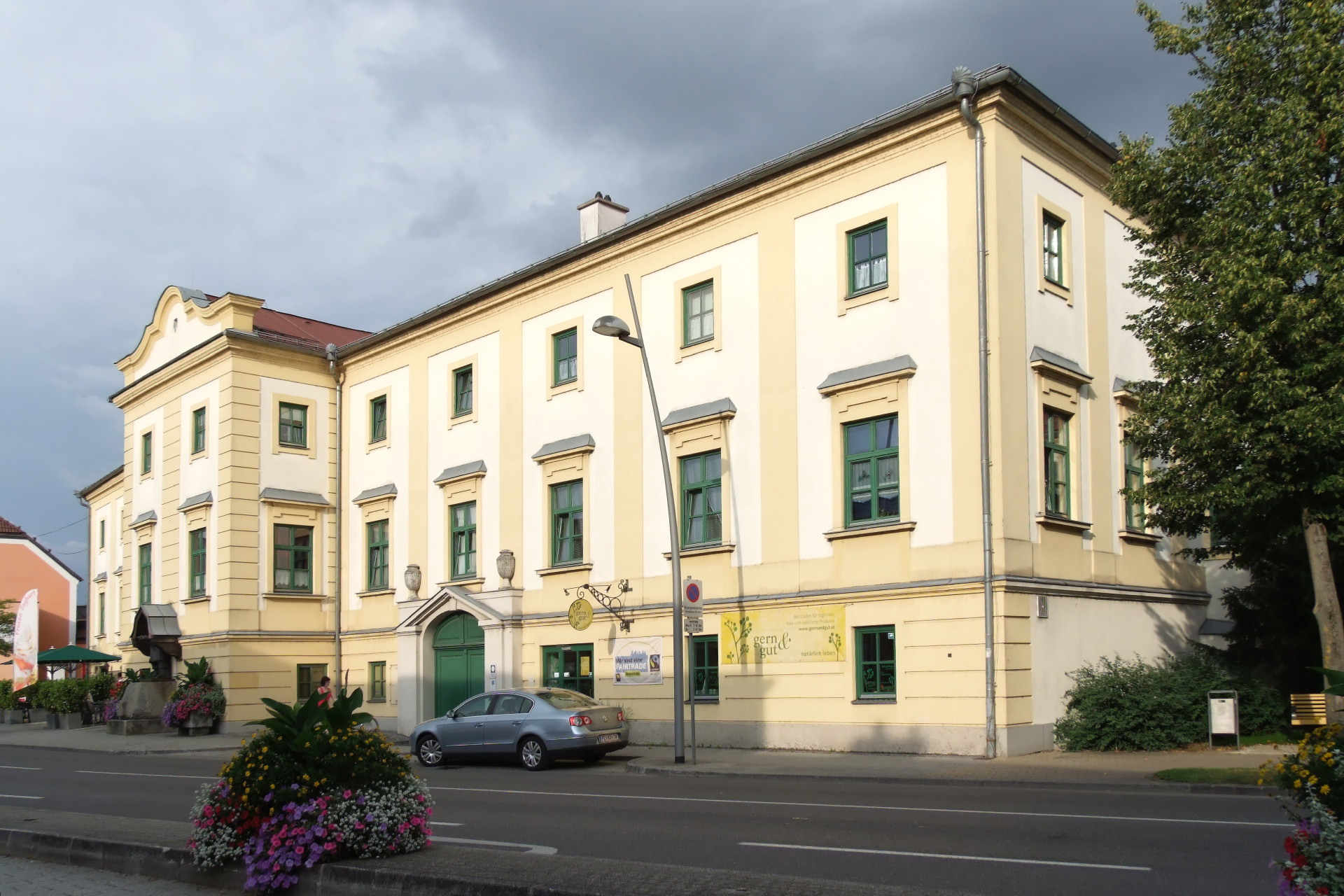
Schloss Wieselburg

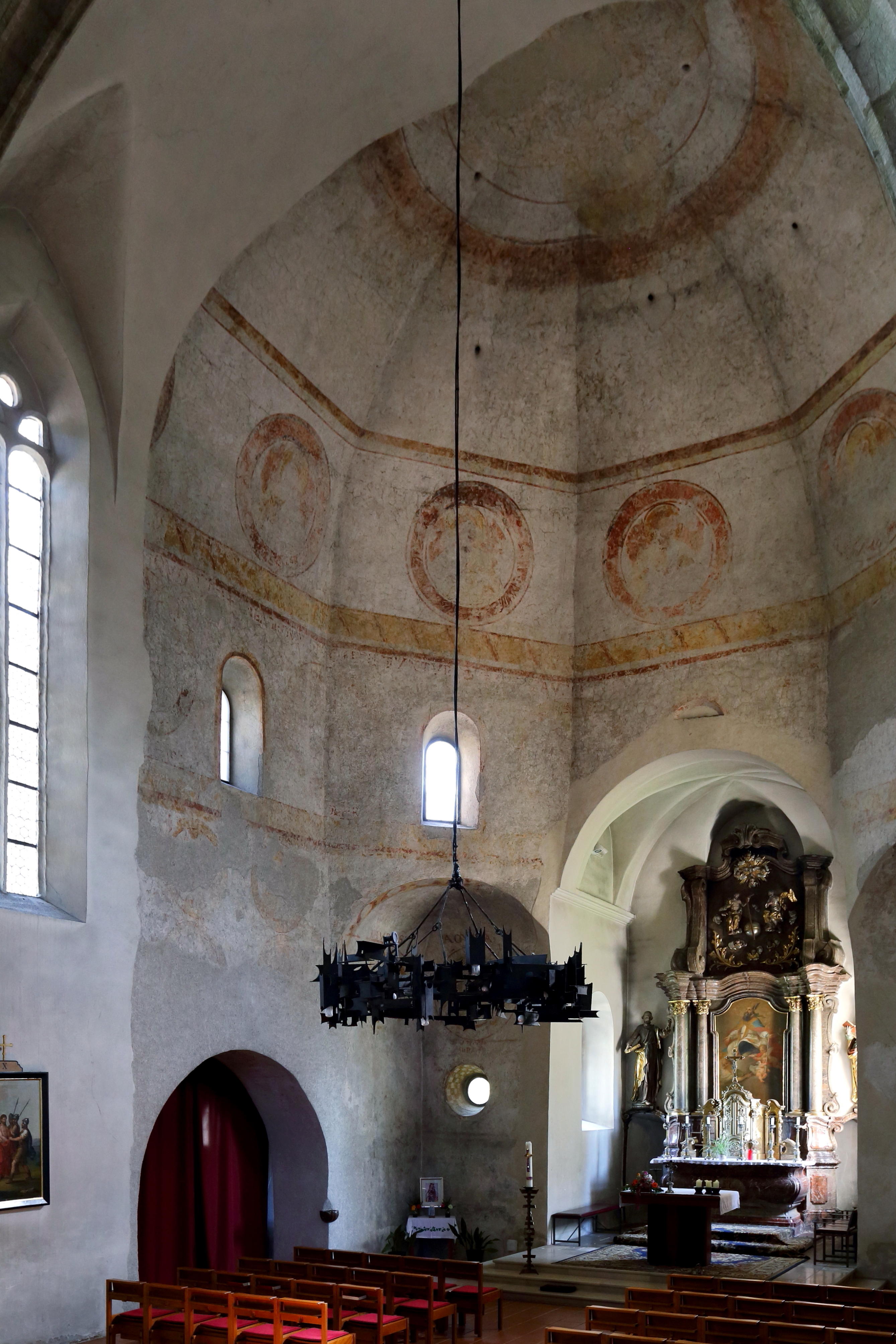
Oktogon mit Wandmalereien in der Pfarrkirche Wieselburg

- Schloss Wieselburg: Das Schloss wurde im 13. Jahrhundert errichtet und beherbergt heute das Museum für Ur- und Frühgeschichte.
- Schloss Rottenhaus: Im Schloss befindet sich das Verwaltungsgebäude der Landwirtschaftlichen Bundesversuchswirtschaften GmbH.[4][5]
- Schloss Perzelhof[6][7]
- Katholische Pfarrkirche Wieselburg hl. Ulrich: Historische Bedeutung hat vor allem das Wieselburger Oktogon, eines der bedeutendsten Bauwerke der Babenberger Zeit, in der Pfarrkirche. Die Kirche entstand um 1000, wurde um 1500 erweitert. 1706 trat das Stift Mondsee die Pfarre Wieselburg an den Passauer Bischof ab. Mit der Gründung der Diözese St. Pölten im Jahre 1785 wurde Wieselburg landesfürstliche Pfarre. In den Jahren 1953 bis 1958 wurde die Kirche in Wieselburg ausgebaut.
- Fachhochschule Wiener Neustadt Campus Wieselburg: Das Studiengebäude ist ein mehrgeschoßiger Niedrigenergie-Holzbau direkt an der Ortseinfahrt.
- Schlosspark: Im Zentrum von Wieselburg befindet sich der Schlosspark. Die Figuren des Parkes stellen Hauptflüsse der Monarchie – Raab, Mur, Traun, Salzach und Enns – dar. Sie wurden in der Zeit des Zweiten Weltkrieges von der Stadt Wien nach Wieselburg gebracht, doch die Originale kehrten 1986 nach Wien (Albertina) zurück, die im Schlosspark aufgestellten Figuren sind Abgüsse.

## Wirtschaft und Infrastruktur

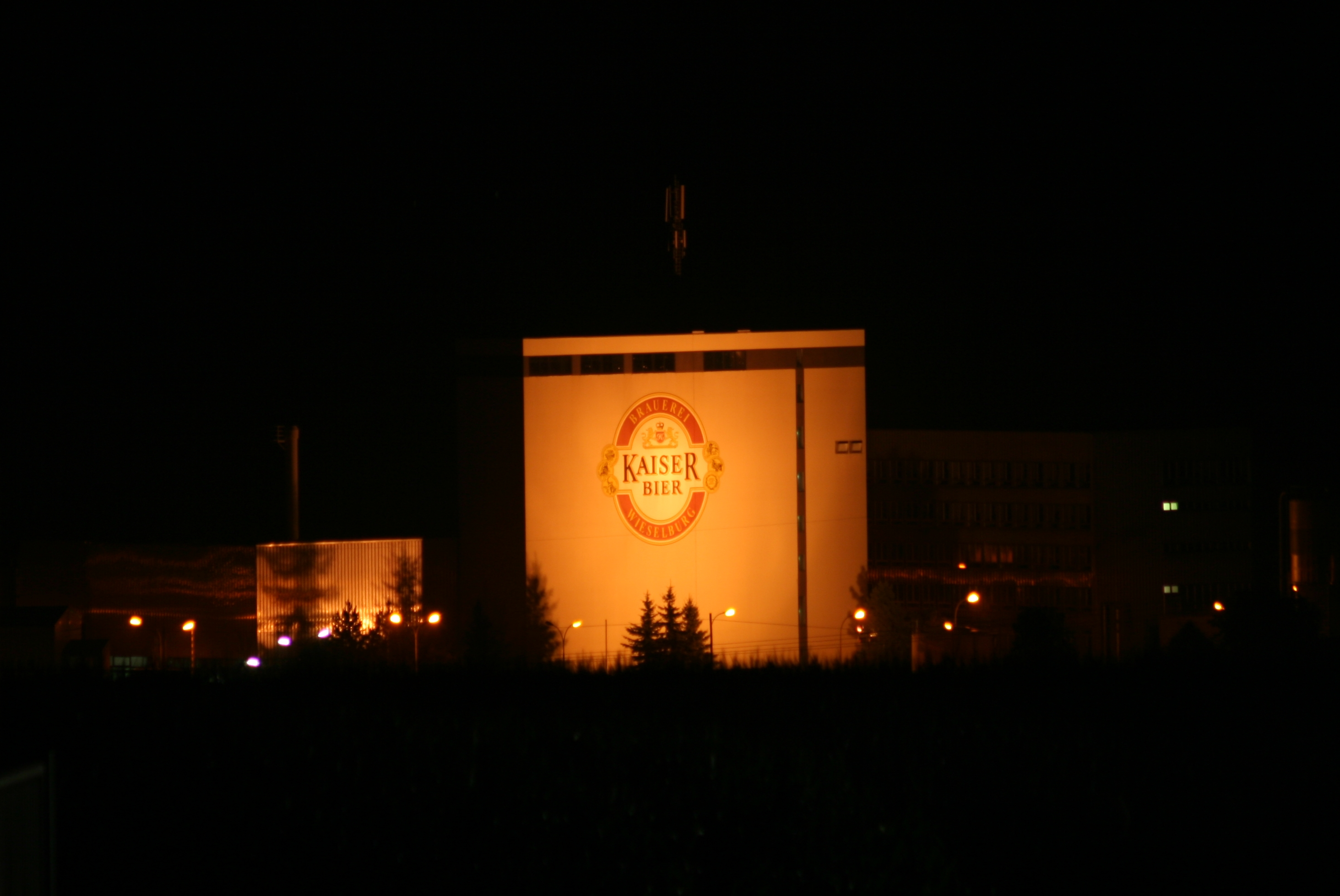
Brauerei Wieselburg

Neben großen Leitbetrieben spielen Handel und Gastronomie eine wichtige Rolle im Wirtschaftsleben der Stadt. Gemeinsam mit Klein- und Mittelbetriebe ist Wieselburg das Wirtschaftszentrum der Region.
- ZKW Lichtsysteme GmbH: (ca. 9.700 Mitarbeiter weltweit, Stand 2018)
- Brauerei Wieselburg
- Wibeba-Holz
- Wieselburger Inter-Agrar: Überregionale Bedeutung hat seit 1928 auch die einwöchige Wieselburger Inter-Agrar mit Volksfest (eine landwirtschaftliche Messe), die mit über 300.000 Besuchern und 550 Ausstellern als größte Messe Niederösterreichs gilt und jedes Jahr Ende Juni stattfindet. Schwerpunkte sind die Bereiche Bauen und Wohnen und im landwirtschaftlichen Teil die Themen Tierhaltung, Grünlandwirtschaft sowie seit 2006 Nachwachsende Rohstoffe und Erneuerbare Energie. Daneben finden auf dem Messegelände Wieselburg über das ganze Jahr verteilt Veranstaltungen statt wie die Bau & Energie Messe oder die Ab Hof Wieselburg.
- Seit April 2003 gibt es ein Einkaufszentrum im Zentrum der Stadt namens City Center Wieselburg mit einer Einzelhandelsfläche von 8000 m² und einem Parkplatz mit 220 Stellplätzen. Zur Errichtung wurde die historische Brauerei im Ortszentrum abgerissen.
- 2009 wurden durch die Gründung des Technologiezentrums Wieselburg-Land[9] ein Teil der Bioenergiekompetenzen Österreichs an einem Standort gebündelt (Bioenergy 2020+). Das Technologie- und Forschungszentrum Wieselburg-Land/Technopol Wieselburg gilt als internationales Zentrum für Bioenergie, Agrar- und Lebensmitteltechnologie. Es umfasst die Schwerpunkte Bioenergie, Biomasse, Energiesysteme, Agrar- und Lebensmitteltechnologie und Wasserwirtschaft.[10][11]
- Im Jänner 2022 wurde im Zentrum das Stadtquartier Wieselburg eröffnet. Auf fünf Stockwerken befinden sich hier Geschäfts- und Gastroflächen, ein Gesundheits- und Chirurgiezentrum, Büroflächen, Mietwohnungen sowie eine Tiefgarage.[12][13]

### Bildung
Mit seiner Fachhochschule (Campus Wieselburg der FH Wiener Neustadt), dem Gymnasium, der Haupt-, Volks-, Musikschule und der Höheren Bundeslehr- und Versuchsanstalt für Landwirtschaft, dem Francisco Josephinum (in Wieselburg-Land) ist Wieselburg außerdem als „Schulstadt“ bekannt.

### Verkehr
- Eisenbahn: Wieselburg liegt an der Erlauftalbahn. Diese bietet stündliche Verbindungen zur Westbahn in Pöchlarn.[16]
- Straße: Vom Stadtzentrum sind es rund 5 Kilometer zur Autobahnauffahrt Ybbs/Wieselburg der West Autobahn A1.
- Umfahrung: Am 10. Juni 2021 wurde die Umfahrung Wieselburg feierlich eröffnet.[17] Durch diese Maßnahme wurde das Stadtzentrum verkehrstechnisch entlastet. Der Durchzugsverkehr soll dabei um bis zu 50 % reduziert werden.[18]

## Politik

### Gemeinderat
Der Gemeinderat hatte bis zur Gemeinderatswahl im Jahr 2020 23 Mitglieder. Seit der Gemeinderatswahl 2025 besteht dieser aus 25 Mitgliedern.
- Mit den Gemeinderatswahlen in Niederösterreich 1990 hatte der Gemeinderat folgende Verteilung: 15 SPÖ und 8 ÖVP.
- Mit den Gemeinderatswahlen in Niederösterreich 1995 hatte der Gemeinderat folgende Verteilung: 12 SPÖ, 8 ÖVP und 3 FPÖ.[19]
- Mit den Gemeinderatswahlen in Niederösterreich 2000 hatte der Gemeinderat folgende Verteilung: 16 SPÖ, 6 ÖVP und 1 FPÖ.[20]
- Mit den Gemeinderatswahlen in Niederösterreich 2005 hatte der Gemeinderat folgende Verteilung: 16 SPÖ und 7 ÖVP.[21]
- Mit den Gemeinderatswahlen in Niederösterreich 2010 hatte der Gemeinderat folgende Verteilung: 14 SPÖ, 7 ÖVP und 2 FPÖ.[22]
- Mit den Gemeinderatswahlen in Niederösterreich 2015 hatte der Gemeinderat folgende Verteilung: 15 SPÖ, 6 ÖVP und 2 FPÖ.[23]
- Mit den Gemeinderatswahlen in Niederösterreich 2020 hatte der Gemeinderat folgende Verteilung: 16 SPÖ, 6 ÖVP und 1 FPÖ.[24]
- Mit den Gemeinderatswahlen in Niederösterreich 2025 hat der Gemeinderat folgende Verteilung: 18 SPÖ, 4 ÖVP und 3 FPÖ.[25]

### Bürgermeister
- 1883–1913 Johann Winter
- 1913–1934 und 1938–1945 Anton Fahrner
- 1934–1938 Johann Fasching
- 1945 Josef Bittersberger
- 1948–1963 Josef Trollmann
- 1963–1969 Gottfried Thanel
- 1969–1985 Leopold Sedlmayr
- 1986–1997 Karl Hager (SPÖ)
- 1997–2019 Günther Leichtfried (SPÖ)
- seit 2019 Josef Leitner (SPÖ)[26]

### Gemeindepartnerschaften
- Seit 1996 hat Wieselburg eine Gemeindepartnerschaft mit der Gemeinde Einbeck im Landkreis Northeim in Deutschland.[27]

## Persönlichkeiten
- Karl Bienenstein (* 1. November 1869 in Wieselburg; † 1. Februar 1927 in Bruck an der Mur), Lehrer, Dichter, Erzähler und Schriftsteller
- Paul Hörbiger (* 29. April 1894 in Budapest; † 5. März 1981 in Wien), Volksschauspieler, lebte von 1965 bis zu seinem Tod in Wieselburg, im Ortsteil Mühling (heute Paul-Hörbiger-Gasse)
- Eugen Wüster (* 3. Oktober 1898 in Wieselburg; † 29. März 1977 in Wien), Interlinguist und Begründer der Terminologiewissenschaft
- Alfred Böhm (* 23. März 1920 in Wien; † 22. September 1995 in Wieselburg), Kammerschauspieler, Mitglied des Theaters in der Josefstadt, lebte in Ströblitz bei Wieselburg
- Hermann Lechner (* 29. November 1924 in Wieselburg; † 12. Juni 2012 in Gaming), Bürgermeister von Gaming
- Karl Fischer (* 8. Dezember 1956 in Ybbs an der Donau), Schauspieler, aufgewachsen in Wieselburg, wo er bis 1979 lebte
- Anton Wattaul (* 13. Mai 1957 in Wieselburg), Politiker und Unternehmer
- Stephan Pernkopf (* 17. August 1972 in Wieselburg), niederösterreichischer Landesrat und design. LH-Stellvertreter